# Anua cameronis
Anua cameronis är en fjärilsart som beskrevs av Carl Plötz 1880. Anua cameronis ingår i släktet Anua och familjen nattflyn. Inga underarter finns listade i Catalogue of Life.